# Bookworm
Bookworm es una película de comedia dramática de aventuras neozelandesa de 2024 dirigida por Ant Timpson, basada en un guion de Toby Harvard. La película trata sobre una joven llamada Mildred que se embarca en una aventura con su distanciado padre estadounidense, Strawn Wise, para buscar a la mítica pantera de Canterbury. Bookworm está protagonizada por Elijah Wood y Nell Fisher en los papeles principales.
La película se estrenó mundialmente en el vigésimo octavo Festival Internacional de Cine Fantasia el 18 de julio de 2024 y en Nueva Zelanda el 8 de agosto de 2024.

## Argumento
Mildred es una niña de 11 años aficionada a los libros que vive con su madre en Nueva Zelanda y está interesada en la pantera de Canterbury. Una noche, una tostadora que explota deja a su madre en coma. Su padre que trabaja como ilusionista en Las Vegas, Strawn, llega desde los Estados Unidos para hacerse cargo de su hija, pero Mildred está enojada con él por su ausencia de su vida y no le impresionan sus trucos de magia. Strawn acepta llevar a la niña a una acampada, durante la cual esta espera capturar imágenes de la pantera, por cuya foto ofrecen una recompensa de hasta 50 000 dólares, suficiente para pagar las deudas de su madre.
Mildred y Strawn encuentran a la pantera bebiendo de un arroyo y Mildred la filma con su cámara de video. Luego, los dos conocen a un par de excursionistas que dicen llamarse Arnold y Angelina y comienzan a viajar con ellos. Arnold roba a Strawn, llevándose su teléfono y la billetera y la cámara de Mildred. Al día siguiente, padre e hija se encuentran con los dos ladrones discutiendo en su tienda de campaña. Mildred roba el bolso de Arnold y ella y Strawn huyen. Mildred encuentra su cámara en el bolso de Arnold, pero descubre que Arnold y Angelina han grabado sobre su filmación de la pantera.
La pantera se acerca a los dos al borde de un abismo y el dúo comienza a cruzar el abismo con una cuerda para escapar. El animal atraviesa la cuerda con sus garras y padre e hija caen al abismo. Cuando Strawn recupera la conciencia, descubre que las piernas de Mildred están atrapadas bajo un tronco.
Strawn se lleva a Mildred y se encuentra nuevamente con Arnold y Angelina, esta vez discutiendo al lado de una camioneta. Strawn coloca a la niña en el asiento trasero y roba la camioneta. Mientras conduce por la carretera, se da la vuelta para filmar a Mildred con su teléfono. Ella le insta a que vigile la carretera y, cuando se da la vuelta, ve a la pantera en la carretera y se desvía para evitarla, chocando. Mildred se despierta y se encuentra con Strawn en el hospital junto a su madre. Luego se revela que su padre tomó una breve fotografía de la pantera con su teléfono justo antes del accidente, lo que le permitió reclamar la recompensa.

## Reparto
- Elijah Wood como Strawn Wise[6]
- Nell Fisher como Mildred[6]
- Michael Smiley como Jethro[8]
- Morgana O'Reilly como Zo[8]
- Nikki Si'ulepa como Dotty[8]
- Vanessa Stacey como Angelina[8]
- Theo Shakes como Reginald[8]
- Millen Baird como Doctor[8]

## Producción

### Desarrollo y guion
Ant Timpson fue el encargado de dirigir la película mientras que Toby Harvard fue quien escribió el guion. Timpson y Harvard imaginaron Bookworm como una película sobre la naturaleza que se basaba en sus «inseguridades como padres». Durante una entrevista con Radio New Zealand, Elijah Wood, colaborador y miembro del reparto, dijo que «la génesis de Bookworm fue no estar a la altura de las circunstancias en un momento de crisis como padre y, básicamente, cagarse en la cama delante de los hijos». Wood también dijo que la trama de la película se inspiró en historias de la pantera de Canterbury, una criatura criptozoológica como el Bigfoot o el Monstruo del Lago Ness, de la que se han reportado avistamientos y que se dice que habita en las llanuras de Canterbury.

### Selección del reparto
Miranda Rivers actuó como directora de casting. Wood fue elegido para interpretar a Strawn Wise un inmaduro e irresponsable padre estadounidense que trabaja como ilusionista. Wood había colaborado previamente con Timpson y Harvard en la película de suspenso y comedia negra de 2019 Come to Daddy. Harvard había escrito el personaje de Strawn Wise pensando en Wood. La actriz infantil Nell Fisher fue seleccionada para interpretar a su hija neozelandesa, Mildred, de quien está distanciado. Fisher fue seleccionada entre 300 niños que habían hecho una audición para el papel.
Morgana O'Reilly fue elegida para interpretar a la madre soltera de Mildred, Zo. Otros miembros del reparto secundario incluyeron a Michael Smiley como Jethro, Nikki Si'ulepa como Dotty, Vanessa Stacey como Angelina, Theo Shakes como Reginald y Millen Baird como Doctor. Timpson comparó el personaje de Stacey con un villano de una novela de Enid Blyton, mientras que Stacey comparó su personaje con una creación de Roald Dahl.

### Rodaje
Bookworm se filmó en la cuenca MacKenzie de la región de Canterbury durante un período de dos meses en 2023. Daniel Katz, quien había colaborado previamente con Timpson en el filme Come to Daddy, fue el director de fotografía de la película. Los productores de la película fueron Emma Slade, Roxi Bull, Victoria Dabbs, Mette-Marie Kongsved y Laura Turnstall.
Firefly Films fue la productora de la película. También recibió financiación de la Comisión de Cine de Nueva Zelanda, el Reembolso a la Producción Cinematográfica de Nueva Zelanda, Talon Entertainment, Orogen Entertainment, Screen Canterbury, Images and Sound, Mister Smith Entertainment y KiwiBank.

## Estreno
El estreno internacional del filme se produjo en el 28.º Festival Internacional de Cine Fantasia de Montreal el 18 de julio de 2024. Rialto Distribution fue la empresa encargada de distribuir la película en los cines de Nueva Zelanda y Australia, Se estrenó en Nueva Zelanda el 8 de agosto de 2024. Mientras que Vertical Entertainment y Photon Film, fueron las encargadas de distribuir la película en Estados Unidos y Canadá respectivamente, a finales de 2024.
Se proyectó como presentación de gala de clausura en el Festival Internacional de Cine de Sudbury Cinéfest el 22 de septiembre de 2024. La película se estrenó en España en el Festival Internacional de Cine Fantástico de Sitges el 5 de octubre de 2024.

### Recaudación
Hasta el 8 de febrero de 2025, el filme había recaudado $ 553 053 en Singapur, Nueva Zelanda, Australia, Rusia y Estados Unidos.

## Recepción
En el sitio web de reseñas Rotten Tomatoes, el 93 % de las reseñas de 30 críticos son positivas, con una calificación promedio de 7,3/10.  Por su parte Metacritic, que utiliza un promedio ponderado, le asignó a la película una puntuación de 63 sobre 100, basada en 6 opiniones de críticos, lo que indica críticas «generalmente favorables».
Alison Foreman de IndieWire le dio al filme una crítica positiva, dándole a la película una calificación de A menos. Foreman escribió: «Este estudio algebraico de la aventura, intrépidamente específico en su comedia y tan atento con sus arcos de personajes, puede tener uno o dos errores tipográficos metafóricos (insertar comentario obligatorio sobre CGI), pero es en su mayoría un triunfo». Foreman también elogió la relación padre-hija entre los personajes de Elijah Wood y Nellie Fisher. También elogió al director de fotografía, Daniel Katz, por sumergir a los personajes de Wood y Fisher en el «impresionante» entorno neozelandés. Así mismo elogió la actuación de Michael Smiley.
Tomris Laffly de Variety le dio a la película una crítica positiva, describiéndola como «una aventura padre-hija deliciosamente peculiar con la combinación perfecta de asombro infantil y mordacidad adulta». Laffly elogió el guion de Harvard y Timpson por explorar los temas de la familia, la paternidad y la aventura. También elogió al director de fotografía Daniel Katz por capturar la relación entre los dos personajes y el paisaje natural, así como las actuaciones de Wood y Fisher.